# Bruno González Cabrera
Bruno González Cabrera (Las Galletas, Canàries, 24 de maig de 1990), conegut simplement com a Bruno, és un futbolista professional canari que juga com a central.

## Carrera futbolística
Producte del planter del CD Tenerife va debutar com a sènior al CD Tenerife B la temporada 2009–10 a Segona B, any en què l'equip descendí a tercera. El 4 de juny de 2011 va disputar el primer partit oficial amb el primer equip, en una derrota per 0–1 a fora contra la UD Las Palmas que fou el seu únic partit a la segona divisió la temporada 2010-11, en la qual el primer equip també va descendir.
L'agost de 2011, Bruno fou cedit al CD Teruel per la temporada 2011–12 de la segona divisió B. Va retornar al Tenerife l'estiu de 2012 i fou definitivament promogut al primer equip, amb el qual va jugar 38 partits a la segona divisió B 2012–13, en la qual el Tenerife va retornar a la segona divisió després de dos anys d'absència..
Bruno va marcar el seu primer gol com a professional l'1 de desembre de 2013, el darrer d'un empat 2–2 contra el Girona FC. El 6 de juliol de l'any següent va signar un contracte per tres anys amb el Reial Betis també de segona divisió.
Bruno va jugar 33 partits i va marcar dos gols amb els Verdiblancos durant la seva primera temporada, en la qual l'equip va ascendir a La Liga. Va debutar a la màxima categoria el 23 d'agost de 2015, jugant com a titular en un empat 1–1 a casa contra el Vila-real CF.
Bruno va marcar el seu primer gol a primera divisió el 18 de novembre de 2016, el primer d'una victòria per 2–0 contra la UD Las Palmas a l'Estadi Benito Villamarín. El següent 7 de juliol, va signar un contracte per tres anys amb el Getafe CF.
El 31 de gener de 2020, considerat sobrer per l'entrenador José Bordalás igual com altres jugadors, quedà com a agent lliure i va fitxar pel Llevant UE fins al 30 de juny. El 4 de juliol, un cop acabat el contracte, va signar per dos anys amb el Reial Valladolid de primera divisió, l'11 d'agost.
El 31 d'agost de 2021, després del descens del Valladolid, Bruno va deixar el club i va marxar al CD Leganés per un any.